# Witvleugelkliftapuit
De witvleugelkliftapuit (Monticola semirufus) is een zangvogel uit de familie Muscicapidae (Vliegenvangers).

## Verspreiding en leefgebied
Deze soort komt voor in de hooglanden van Ethiopië en Eritrea.